# Vassili Orlov-Denissov
Pour les articles homonymes, voir Denissov et Orlov.
Vassili Vassilievitch Orlov-Denissov (en russe : Орлов-Денисов, Василий Васильевич né le 8 septembre 1775 (19 septembre dans le calendrier grégorien) et mort le 24 janvier 1843 (5 février dans le calendrier grégorien) à Kharkov en Russie, fut un général de l'armée impériale russe.
Il est surtout connu pour sa participation à la bataille de Leipzig où il commandait deux régiments de cavalerie russe. Il avait déjà combattu contre Napoléon lors des batailles de Guttstadt et d'Heilsberg en 1807. En 1812, alors qu'il se trouvait à l'arrière-garde, il fut blessé au cou. Lors de la Bataille de Valoutina Gora, il commanda avec succès le 1er corps de cavalerie et participa à la Bataille de la Moskova où pour un raid commandé par Matveï Platov et Fiodor Petrovitch Ouvarov, il fut à la tête de trois régiments de cavalerie lors de la 1re attaque contre l'infanterie ennemie

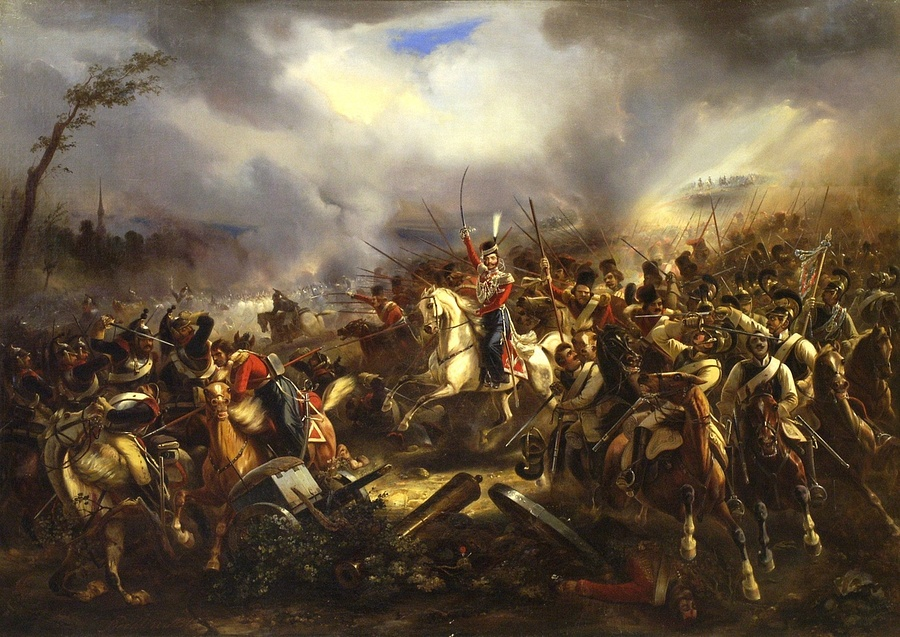
La charge des cosaques de la garde par Carl Rechlin au Musée des cosaques du Don.

## Hommages

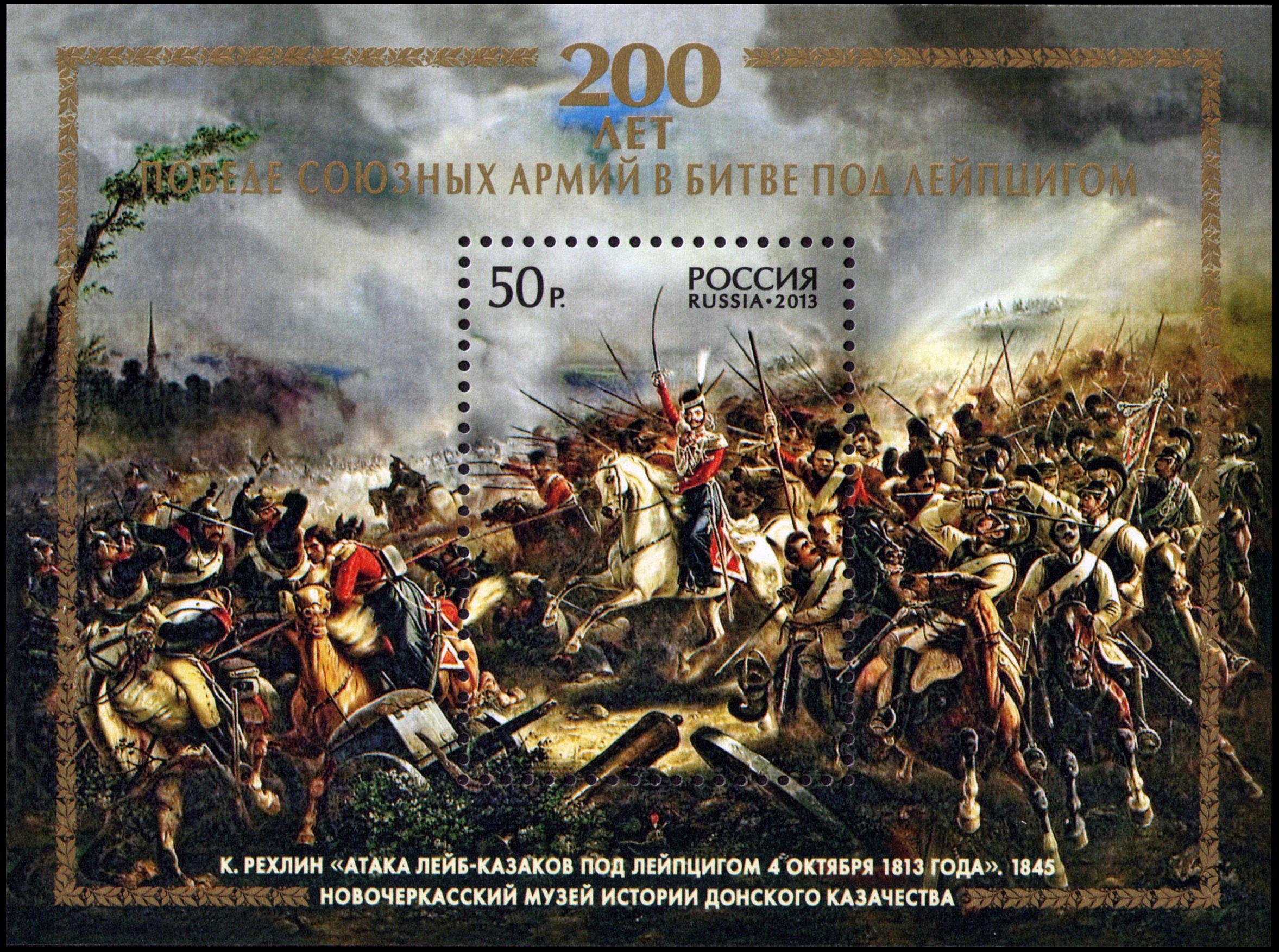
Sur un timbre russe de 2013.